# Moskopolje
Moscopolje (albansko Voskopojë; vlaško Moscopole, Moscopoli, Muscopuli ali Voscopole; grško Μοσχόπολη ali Βοσκόπολη; turško İskopol ali Oskopol ) je vas v jugovzhodni Albaniji v okrožju Korča. V 18. stoletju je bilo kulturno in trgovsko središče Vlahov (Aromunov). Na vrhuncu, sredi 18. stoletja, je gostil prvo tiskarno na osmanskem Balkanu zunaj Konstantinopla, izobraževalne ustanove in številne cerkve  ter postal vodilno središče grške kulture.
Zgodovinarji so propad mesta pripisali seriji napadov muslimanskih albanskih razbojnikov. Moscopolje so te skupine sprva napadle in skoraj uničile leta 1769 po sodelovanju prebivalcev v pripravah na grški upor, ki ga je podpiral Ruski imperij. Njegovo uničenje je doseglo vrhunec z opustitvijo in uničenjem leta 1788. Moscopolje, nekoč uspešno mesto, je Ali paša iz Ioannine zmanjšal v majhno vas. Po drugem mnenju je propadanje mesta posledica premestitve trgovskih poti v srednji in vzhodni Evropi po teh vpadih. Danes je Moscopolje, znano kot Voskopojë, majhna gorska vas, ki jo lokalni pravoslavni kristjani skupaj z nekaj drugimi lokalnimi naselji štejejo za sveti kraj. To je bila ena od prvotnih domovin večjega dela aromunske diaspore. Včasih se imenuje Jeruzalem Aromuncev.

## Geografija
Sodobno Moscopolje je 21 km od mesta Korča, v gorah jugovzhodne Albanije, na nadmorski višini 1160 metrov in je pododdelek občine Korča; leta 2011 je tu živelo 1058 prebivalcev. Občino Voskopojë sestavljajo vasi Voskopojë, Shipskë, Krushovë, Gjonomadh in Lavdar. Leta 2005 je imela občina 2218 prebivalcev, samo naselje pa okoli 500 prebivalcev.
Podnebje je kombinacija blage dolinske klime v nižjih predelih in resničnega alpskega podnebja v višjih predelih. Ugodne podnebne razmere naredijo to središče idealno za zimski, poletni, športno-rekreacijski turizem, tako da so turisti obiskani skozi vse leto, pa ne samo z območij Albanije, ampak tudi tujci.

### Prebivalstvo
Večina prebivalcev je pravoslavne vere, okolica pa je naseljena z muslimani. Večinoma so Vlahi (Aromuni). Do danes se v Moscopolju poleg albanskega govori tudi aromščina. Julija 2008 so Aromuni v glavnem mestu Tirani ustanovili »Aromunski svet« (Consilu Armãnjlor), ki naj bi bil po navedbah organizacije v Moscopolju.

## Zgodovina
Naselitev Moskopolja je v virih dokumentirana že okoli leta 1300. V času osmanskega osvajanja dežele v začetku 15. stoletja se je mesto postopoma razvilo zaradi dotoka Aromunov. Razcvet Moskopolja se je začel v drugi polovici 17. stoletja. Osnova za to je bil gospodarski uspeh aromunskih trgovcev, ki so v tistem času prevladovali v trgovini na dolge razdalje na Balkanskem polotoku. Njihovi trgovinski odnosi so se razširili na Nemčijo (Leipziški sejem), Raguzo (Dubrovnik), Benetke in Konstantinopel. V preteklosti je bil kraj zaradi svoje lege dobro zaščiten in s tem zagotavljal varnost, kar je poleg številnih dobrih vodnih virov prispevalo k njegovemu vzponu. V nobenem drugem mestu na Balkanu ni živelo toliko aromunskih trgovcev kot v Moskopolju okoli leta 1700. V mestu so bile številne obrtne trgovine in banke. Aromunski trgovci, ki pripadajo pravoslavni cerkvi, so podarili številne cerkve iz 17. stoletja, skupaj naj bi imeli okoli 26 cerkva in samostanov, od katerih je bila večina zgrajenih v 18. stoletju. V zvezi s tem je bilo Moskopolje pomembno središče ikonopisanja, saj se ikone uporabljajo za liturgijo.
Leta 1720 je bila v mestu ustanovljena ena prvih tiskarn na Balkanu. Izšlo je veliko knjig, pogosto v grščini in aromunščini, napisanih v grški pisavi. Leta 1744 je bila ustanovljena edina krščanska univerza v Osmanskem cesarstvu z Novo akademijo. Leta 1770 je v Moskopolju izšel prvi slovar štirih sodobnih balkanskih jezikov (grškega, albanskega, aromunskega in bolgarskega). Sirotišnica Orphanodioiketerion, ustanovljena v 18. stoletju, je bila morda prva v postbizantinskem pravoslavnem svetu.
Obstaja soglasje o velikem pomenu mesta do sredine 18. stoletja, o številu prebivalstva v tistem času pa so podani različni podatki. Velikodušne ocene kažejo, da je bilo leta 1750 okoli 45.000 prebivalcev, v 1760-ih pa 50.000 ali celo 60.000. Morebiti bolj realno je 20.000 prebivalcev ali le nekaj tisoč prebivalcev. To bi postavilo pod vprašaj tudi pogosto ponavljajočo se trditev, da je bilo Moskopojje drugo največje mesto v evropski Turčiji za Konstantinoplom ali celo eno največjih mest na Balkanu.
V mestu niso živeli le Aromuni, njegova blaginja je pritegnila tudi pripadnike drugih balkanskih ljudstev. Analiza priimkov, opravljena leta 1935, je pokazala, da so bili med predniki prebivalcev tudi Grki, Bolgari in Albanci. Zgodovinar Johann Thunmann, ki je leta 1774 obiskal Moskopolje in pisal o zgodovini Aromunov, je poročal, da so vsi prebivalci mesta govorili aromunščino, mnogi pa tudi grško, ki je bil takrat trgovski jezik.
Med letoma 1769 in 1788 je bilo Moskopolje večkrat napadeno in oropano s strani tatinskih tolp. Po tem je večina prebivalcev kraj zapustila in Moskopolje se je potopilo nazaj v vaško naselje. Nadomestila ga je bližnja Korča, ki je v 19. stoletju doživela trajen razcvet. Moskopolje pa ni nikoli več pridobilo nekdanjega pomena. Med prvo svetovno vojno je bil kraj ponovno uničen. Okolica je bila že v prejšnjih balkanskih vojnah in tudi v drugi svetovni vojni prizorišče oboroženih spopadov.

## Znamenitosti
Pet cerkva je ohranjenih v celoti, razen nekaterih manjkajočih prizidkov. Z dolžino od 19 do 38 metrov so nenavadno velike triladijske bazilike, katerih kupole pa po turških predpisih niso smele biti vidne od zunaj. Zato so bile kupole skrite pod širokimi dvokapnimi strehami, kritimi s kamnitimi ploščami. Vidne kupole so bile običajno rezervirane za mošeje. Zadrževanje je bilo zahtevano tudi z okrasnimi motivi na zunanjih stenah. Kot apsida je od zunaj viden le kor, ki je običajno na vzhodu.
Bolj ali manj obstoječe stenske poslikave kažejo jasne sledi pomanjkanja vzdrževanja v preteklosti. Moskopoljske cerkve so bile leta 2002 uvrščene na seznam 100 najbolj ogroženih kulturnih objektov Svetovnih spomenikov na svetu. Nemško zunanje ministrstvo in nemško veleposlaništvo v Tirani podpirata obnovo fresk v cerkvah.
Štiri cerkve so od središča mesta oddaljene največ 300 metrov v obliki zvezde. Obkroženi s pašniki se danes zdijo osamljene. S panoramskega razgleda si je težko predstavljati nekdanjo velikost mesta.
- Cerkev sv. Nikolaja (alb. Kisha e Shën Kollit) je v središču mesta in je edina s predprostorom na zahodu in arkado na južni dolgi strani, ki je v celoti ohranjena. Stavba je bila postavljena okoli leta 1722, zvonik je poznejši. Streha iz kamnitih plošč je bila leta 2007 ponovno prekrita.
- Cerkev sv. Marije (alb. Kisha e Shën Mërisë) je nekdanja mestna stolnica iz leta 1712 in je sprejela več kot 1000 vernikov. Je ena največjih bazilik v državi.
- Cerkev sv. Mihaela (alb. Kisha e Shën Mëhillit) leži med polji na zahodu vasi. V napisu piše, da je bila zgrajena leta 1722. Manjka arkada na južni steni, na zahodu pa je dozidana veža pod neizmerno široko dvokapno streho.
- Bazilika sv. Ilije je na hribu proti severozahodu. V notranjosti skorajda ni videti ostankov poslikave, vendar je tu najti edino dvonadstropno streho (zgornji nadstrešek).
- Cerkev sv. Atanazija (alb. Kisha e Shën Thanasit) je nekoliko nižje na severovzhodu in je kot zgrajena leta 1724. Manjka veža, v celoti pa je ohranjen portik z arkadami ob južni strani. V obokih so vgrajena okna z grškimi napisi.

Cesta proti vzhodu iz vasi vodi nekaj kilometrov v goro na 1400 m nadmorske višine do najstarejše cerkve na tem območju. To je majhna križno kupolasta cerkev nekdanjega samostana Janeza Krstnika (alb. Kisha e Shën Prodhomit), zgrajena leta 1632. Je edina s kupolo, ki je vidna od zunaj. V notranjosti so še ostanki stenskih poslikav iz 17. stoletja. Leta 2006 je bila streha ponovno prekrita, pozneje zgrajene samostanske stavbe pa so propadale.

## Gospodarstvo
Prebivalci Moskopolja živijo skoraj izključno od živinoreje. Redijo se ovce, govedo in prašiče. Obstaja le nekaj polj. Zelenjavo in sadje gojijo na domačih vrtovih.
Upanja ležijo predvsem v turizmu. Zaradi svoje mirne lokacije v skoraj neokrnjeni naravi je kraj idealen za tiste, ki iščejo sprostitev, za gorske pohodnike in ljubitelje zimskih športov. Pot do samostana Janeza Krstnika se malo nižje konča pri nekdanjem komunističnem pionirskem taboru, ki je bil preurejen v hotel.